# Cryptobatrachus
Genre
Cryptobatrachus est un genre d'amphibiens de la famille des Hemiphractidae.

## Répartition
Les six espèces de ce genre se rencontrent en Colombie dans le nord des Andes et dans la Sierra Nevada de Santa Marta et au Venezuela dans la Serranía de Perijá.

## Liste des espèces
Selon Amphibian Species of the World (10 juin 2017) :
- Cryptobatrachus boulengeri Ruthven, 1916
- Cryptobatrachus conditus Lynch, 2008
- Cryptobatrachus fuhrmanni (Peracca, 1914)
- Cryptobatrachus pedroruizi Lynch, 2008
- Cryptobatrachus remotus Infante-Rivero, Rojas-Runjaic & Barrio-Amorós, 2009
- Cryptobatrachus ruthveni Lynch, 2008

## Publication originale
- Ruthven, 1916 : A new genus and species of amphibian of the family Cystignathidae. Occasional papers of the Museum of Zoology University of Michigan, vol. 33, p. 1-6 (texte intégral).